# Thun (azienda)
Thun S.p.A. SB è un'azienda italiana di oggetti da collezione, figure in ceramica e porcellana, articoli da decoro per interni, accessori per la casa e idee regalo. L'azienda è stata fondata a Bolzano nel 1950 dai conti Lene e Otmar Thun in un piccolo laboratorio di modellazione a Castel Klebenstein.

## Storia

### Gli inizi

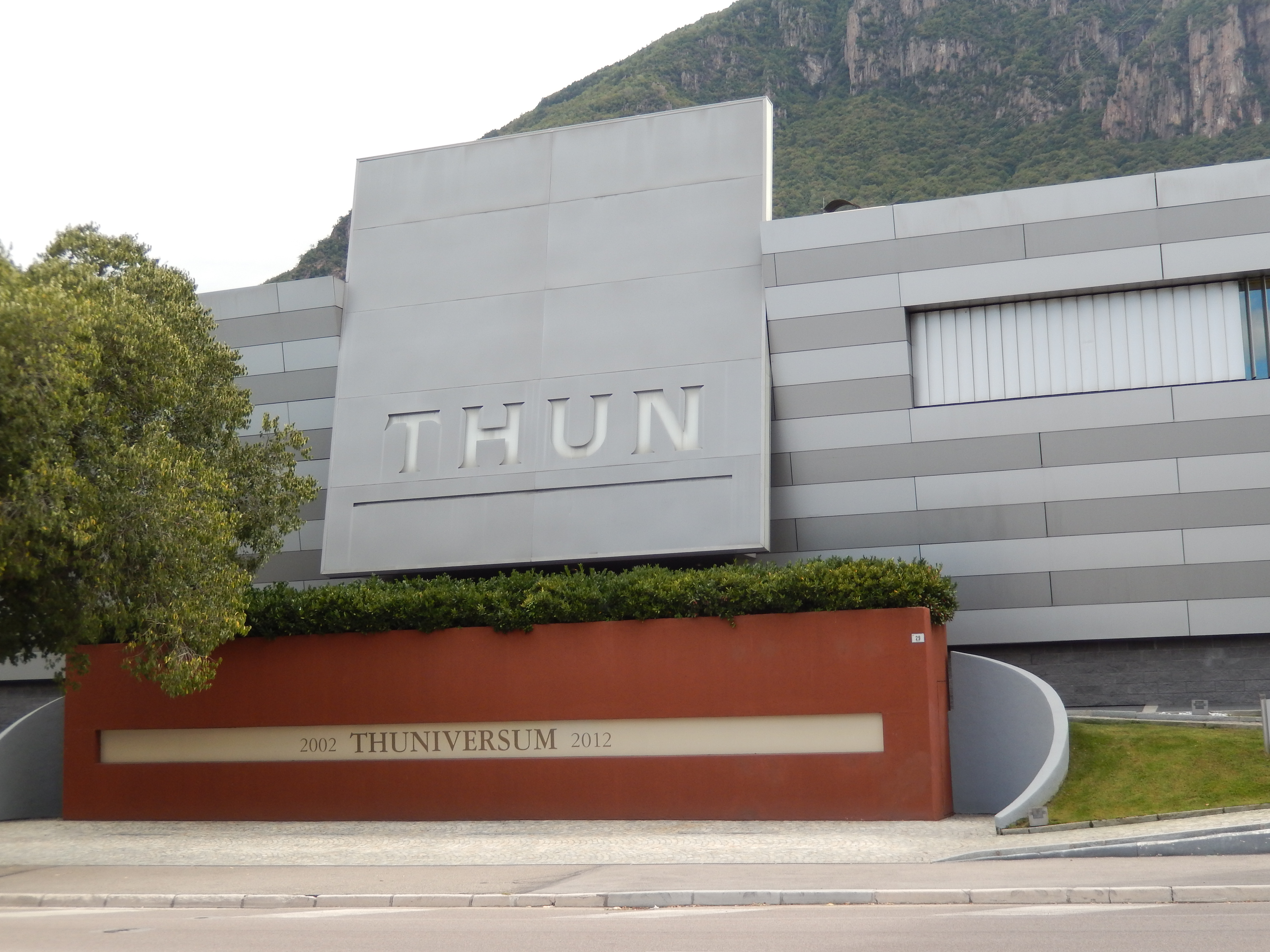
Il Thuniversum a Bolzano

Nelle cantine di castel Klebenstein (Schloss Klebenstein), nella parte nord di Bolzano, i coniugi Lene e Otmar Thun avviano con due dipendenti un laboratorio-atelier, che chiamano Officine Ceramiche Thun (Keramische Werkstätten Thun), per la produzione di piccoli oggetti in ceramica e piastrelle per le stufe in ceramica.
Per creare quell'angelo simbolo dell'azienda, Lene si ispira ai volti addormentati dei figli Matteo (classe 1952) e Peter (classe 1955).. Matteo Thun diventerà in seguito architetto e designer a Milano con Ettore Sottsass; Peter entrerà in azienda nel 1978 a 23 anni diventandone il presidente e CEO..
Nel 1965 la sede viene trasferita in un casolare ad Aslago, nella parte sud di Bolzano; i dipendenti sono già una sessantina. Grazie anche all'acquisizione a Moosbach, in Germania, di una fabbrica di stufe fallita il giro d'affari cresce, costringendo i Thun a trovare una nuova e più ampia sede nella zona industriale di Bolzano. La creazione dei prodotti avviene a Bolzano, mentre la maggior parte della produzione di oggetti in ceramica è realizzata prima in Cina (a Tangshan, nello Hebei) e in seguito in Thailandia, al confine con la Birmania..
Nel 1992 la società si trasforma da Srl in SpA con il logo disegnato da Matteo Thun (il quale disegnerà anche l'avveniristico flagship store di Bolzano, chiamato Thuniversum). I dipendenti diventano 150, anche in seguito all'apertura di un altro store a Rivoli Veronese.  La produzione si allarga a bomboniere, tazzine da caffè, collezioni di bijoux e prodotti per bambini. Nel 1998 nasce il THUN Club per gli appassionati del marchio.
Nel 2004 scompare la contessa Lene.

### Dalla vendita all'ingrosso alla vendita al dettaglio
Nel 2004 inizia la diffusione dei punti vendita in franchising con l'apertura dei primi THUN Shop in Italia.
Ad oggi THUN ha un fatturato di oltre 121 milioni di euro. Gli articoli THUN attualmente sono presenti in più di 1000 negozi, di cui 140 negozi di proprietà e 250 in franchising, ai quali si affiancano 550 punti vendita multibrand di Austria, Germania e Svizzera  e due flagship store a Bolzano e Mantova, dove è stato creato il centro logistico ConnectHub che offre servizi anche a terzi.
Nello stesso anno l'azienda avvia una nuova strategia che la porterà a passare da una logica all'ingrosso ad una al dettaglio, spostando l'attenzione dal rivenditore al consumatore finale e assumendosi il rischio di gestire gran parte della distribuzione.
Nel 2017 apre a Milano, in corso Garibaldi, il primo Thun Caffè Italia, che spazia dalla caffetteria alla ristorazione, sino alla vendita degli articoli del catalogo Thun, soprattutto oggetti per la tavola e da regalo. Nella prima metà di dicembre 2017 apre anche a Montebelluna, in Veneto. Oggi in Italia esistono tre Thun Caffè: a Milano, a Montebelluna e a Cittadella.
Nel 2017 la terza generazione della famiglia entra in azienda con Simon Thun, figlio di Peter, che diventa Vice Presidente.
Nel febbraio 2019 si verifica un avvicendamento al vertice dell'azienda: Paolo Denti lascia la carica di amministratore delegato e subentra al suo posto Francesco Pandolfi.

## Fondazione Lene Thun
Nel 2006 nasce la Fondazione Lene Thun, la prima onlus per dimensione e diffusione nell’ambito della terapia ricreativa sul territorio italiano. Dal 2014 sono organizzati laboratori di ceramicoterapia gratuiti nei reparti oncologici pediatrici. Ad oggi la fondazione conta 52 laboratori attivi gratuiti e permanenti in 33 strutture ospedaliere in Italia e all'estero, con oltre 550 volontari organizzati e coinvolti ogni anno nella terapia di circa 9000 bambini. A partire dal 2020, per garantire un supporto anche durante la pandemia, i laboratori sono stati attivati anche in modalità digitale.